# Curso forçado
Moeda de curso forçado é aquela que é aceita pela economia por força de lei. Não possui valor em si própria, sendo necessário um decreto governamental garantindo o seu valor. Tal aceitação não é feita pela confiança no emissor da moeda. Uma moeda deste último tipo denomina-se moeda fiduciária.
No Brasil, a legislação de "curso forçado para o papel-moeda" foi o Decreto 23.501 de 27 de novembro de 1933 que estipulou o "papel moeda de curso forçado, instituído por lei de ordem pública e exteriorização da própria soberania do país". Dessa forma, o governo de característica autoritária e nacionalista que se instaurou no país após a "Revolução de 1930", revogou a chamada "Cláusula Ouro", cujo princípio baseado no liberalismo e na estabilidade da moeda fora consagrado no Código Civil de 1916, nos artigos 947, parágrafo 1º e 1258.